# Parti 51
Le Parti 51 est un parti politique québécois actif entre  1989 et 1991, puis entre 2016 et 2024. Ce parti revendiquant l'annexion du Québec aux États-Unis présente des candidats lors des élections québécoises de 1989, de 2018 et de 2022.
Même si le parti prône la sécession du Québec envers le Canada, il se distingue du mouvement indépendantiste québécois; il réclame l'annexion de la province aux États-Unis en tant que 51e État. C'est ce nombre qui donne le nom au parti.

## Histoire
Fondé en août 1989, le parti est dirigé par Serge Talon tout au long de sa première version,.
Le mouvement présente 11 candidats lors de l'élection générale de 1989 mais n'obtient que 3846 votes, soit 0,11 % du vote de la province et aucun député à l'Assemblée nationale du Québec. La moyenne du pourcentage de voix obtenues par leurs candidats rapportée aux onze circonscriptions représente 1,27 % seulement. Les scores s'échelonnent de 0,66 % (Vachon) à 1,98 % (Orford). Le parti cible notamment des circonscriptions frontalières, particulièrement en Estrie.
Au printemps 1990, l'organisation demande sa dissolution au Directeur général des élections du Québec (DGEQ), expliquant qu'elle n'a plus assez de membres pour former un conseil exécutif, elle est actée en 1991.
En 2016, un parti du même nom ayant les mêmes objectifs est créé de nouveau au Québec,,,. Le parti est présidé par Hans Mercier.
Lors des élections générales de 2018, le parti présente 5 candidats et va chercher 1117 voix. Le chef Hans Mercier, candidat dans Beauce-Sud récolte, avec 700 voix, le meilleur score électoral du parti en dépassant tous les candidats de 1989. Cependant, le second meilleur score de 2018, réalisé par Daniel Croteau dans Lotbinière-Frontenac avec 200 voix, se situe quant à lui en dessous de tous les scores de 1989.
Constatant le peu d'appui populaire et financier, le parti est dissous à nouveau en janvier 2024.

## Idéologie
Le Parti 51 ne se réclame ni de gauche ni de droite. Son idéologie est l'annexionnisme ― une doctrine prônant l'annexion du Québec par les États-Unis. L'annexionnisme, populaire au xixe siècle dans certains cercles intellectuels libéraux, émerge en réaction à la rigidité des institutions cléricales et politiques. À l'époque, elle est notamment portée par Honoré Beaugrand et son journal La Patrie.
Le parti est nommé d'après l'éventualité pour le Québec de devenir le cinquante-et-unième état à se fédérer aux États-Unis.
Le Parti 51 est considéré comme un tiers parti ou un « parti alternatif ».

## Chefs
Première version du parti de 1989 à 1991 : Serge Talon.
Seconde version du parti de 2016 à 2024 : Hans Mercier.

## Résultats électoraux
|          |         |
| 11 / 125 | (8,8 %) |
|          |         |

|         |       |
| 0 / 125 | (0 %) |
|         |       |

|       |  |
| 0,1 % |  |
|       |  |

|         |       |
| 5 / 125 | (4 %) |
|         |       |

|         |       |
| 0 / 125 | (0 %) |
|         |       |

|        |  |
| 0,00 % |  |
|        |  |

|         |       |
| 5 / 125 | (4 %) |
|         |       |

|         |       |
| 0 / 125 | (0 %) |
|         |       |

| Élections de 1989 | Élections de 1989 | Élections de 1989 | Élections de 1989 |
| Circonscriptions  | Identité          | Voix              | Pourcentage       |
| ----------------- | ----------------- | ----------------- | ----------------- |
| Vachon            | Paul Ducharme     | 223               | 0,66 %            |
| Richmond          | Michel Dostie     | 210               | 0,87 %            |
| Johnson           | Yvan Lapointe     | 257               | 0,99 %            |
| Brome-Missisquoi  | Jean-Guy Péloquin | 269               | 1,08 %            |
| Sherbrooke        | Yvon Rivet        | 315               | 1,11 %            |
| Anjou             | Michel Gauthier   | 281               | 1,16 %            |
| Mégantic-Compton  | Edmond Trudeau    | 245               | 1,17 %            |
| LaFontaine        | Roger Wistaff     | 391               | 1,48 %            |
| Drummond          | Diane Carrier     | 493               | 1,58 %            |
| Saint-François    | France Bougie     | 568               | 1,97 %            |
| Orford            | André Perron      | 594               | 1,98 %            |

| Élections de 2018    | Élections de 2018 | Élections de 2018 | Élections de 2018 |
| Circonscriptions     | Identité          | Voix              | Pourcentage       |
| -------------------- | ----------------- | ----------------- | ----------------- |
| Beauce-Sud           | Hans Mercier      | 700               | 2,1 %             |
| Lotbinière-Frontenac | Daniel Croteau    | 200               | 0,5 %             |
| Papineau             | Claude Flaus      | 84                | 0,2 %             |
| La Peltrie           | Stephen Wright    | 67                | 0,2 %             |
| La Prairie           | Liana Minato      | 66                | 0,2 %             |